# Façana de l'immoble al carrer Major, 102 (Cervelló)
La Façana de l'immoble del carrer Major, 102 és una obra de Cervelló (Baix Llobregat) protegida com a bé cultural d'interès local.

## Descripció
Edifici entre mitgeres situat al carrer Major, centre de la vila. L'immoble té una distribució de planta baixa i un pis. A la planta baixa s'obre una porta de fusta de dos batents i una finestra. Al primer pis hi ha un balcó amb tancament de dos batents i barana de ferro forjat. Totes les obertures són d'arc a nivell i estan emmarcades amb una motllura. La façana està coronada amb un frontó amb remat d'arc d'inflexió emmarcat amb una cornisa. Tanmateix, aquesta està decorada amb una bola de pedra a banda i banda i, a l'espai del timpà, s'hi aprecia un esgrafiat amb la data "1930". La coberta és de dos aiguavessos amb el carener paral·lel a la façana principal. El parament està arrebossat i pintat.
A la dècada del 2020 en aquest edifici s'hi troba l'Aula de Música Cervelló.